# Parafia św. Jakuba Apostoła w Skaryszewie
Parafia św. Jakuba Apostoła w Skaryszewie – rzymskokatolicka parafia należąca do dekanatu Radom-Wschód diecezji radomskiej. Duszpasterstwo prowadzą w niej księża diecezjalni. 

## Historia
Skaryszew został nadany przez komesa Radosława Odrowąża klasztorowi bożogrobców z Miechowa pk. 1170–1187. W I połowie XII w. założono miasto na prawie średzkim. W 1260 zostało zniszczone przez Tatarów. Cztery lata później nastąpiła ponowna lokacja miasta – na prawie niemieckim – przez księcia Bolesław Wstydliwego. Wreszcie nowa lokacja na prawie magdeburskim dokonała się przez króla Kazimierza Wielkiego w 1354. Miasto było niszczone pożarami w latach w 1656, 1889 oraz podczas II wojny światowej. Parafia została erygowana ok. 1167. Pierwotny drewniany kościół został nadany w latach 1170–1187 klasztorowi miechowskiemu. Bożogrobcy mieli tu swoją prepozyturę. Kolejna drewniana świątynia istniała ok. 1663. Obecny kościół był wzniesiony w latach 1691–1701 staraniem ks. Szymona Erazma Sierzyckiego i Miechowitów-Bożogrobców. Konsekrowano go w 1724. W latach 1949–1952 dobudowano kaplicę i nową zakrystię. W 1998 przeprowadzono prace restauracyjne w świątyni staraniem ks. Bolesława Walendzika. Kościół jest wzniesiony z cegły, w stylu barokowym. 12 września 1996 został założony w Skaryszewie klauzurowy klasztor Sióstr Klarysek, który kanonicznie został erygowany 3 marca 1997. Klasztor położony jest w dawnym ogrodzie plebańskim. Poświęcenie i klaustracja sióstr miała miejsce 8 grudnia 1997 pod przewodnictwem kard. Franciszka Macharskiego. W 2015 przeprowadzono w kościele prace konserwatorskie staraniem ks. Dariusza Skroka, parafian oraz z pomocą środków zewnętrznych. 

## Zasięg parafii
Do parafii należą mieszkańcy miejscowości: Antoniów, Budki Skaryszewskie (Skaryszew), Dzierzkówek Stary, Edwardów, Gaj (Skaryszew), Huta Skaryszewska, Kazimierówka, Kobylany, Magierów, Maków, Modrzejowice, Podolszyny (Skaryszew), Skaryszew, Stanisławów, Wilczna, Wincentów, Wólka Twarogowa, Wymysłów. 

## Proboszczowie
- 1937–1965 – ks. Stefan Świetlicki
- 1966–1967 – ks. Jan Kubkowski
- 1968–1976 – ks. Lucjan Wojciechowski
- 1976–1981 – ks. Stefan Sułecki
- 1981–1990 – ks. Tadeusz Wójcik
- 1991–1992 – ks. Waldemar Gałązka
- 1992–2013 – ks. kan. Bolesław Walendzik
- 2013 – nadal – ks. kan. Dariusz Skrok